# Сант'Андреа Ин Бањоло (Форли-Чезена)
Сант'Андреа Ин Бањоло је насеље у Италији у округу Форли-Чезена, региону Емилија-Ромања.
Према процени из 2011. у насељу је живело 250 становника. Насеље се налази на надморској висини од 18 м.